# Spiroplasmen
Spiroplasmen (Spiroplasma) (abgeleitet von den beiden altgriechischen Wörtern σπεῖρα spéïra „Spirale“ und πλάσμα plásma „Geformtes“) sind eine Gattung von kleinen Bakterien ohne Zellwand in der Klasse der Mollicutes. Alle Spiroplasmen leben parasitisch in Pflanzen, Gliederfüßern oder Nagetieren oder saprophytisch.

## Beschreibung
Arten der Gattung Spiroplasma haben pleomorphe, rundliche Formen und bewegliche helikale oder verzweigte, nichthelikale Filamente. Der Durchmesser beträgt ungefähr 120 nm und die Länge 2 bis 4 μm oder mehr. Die Genomgröße beträgt 109 Dalton. Der GC-Gehalt liegt zwischen 25 und 26,4 Mol%.

## Pathogenität

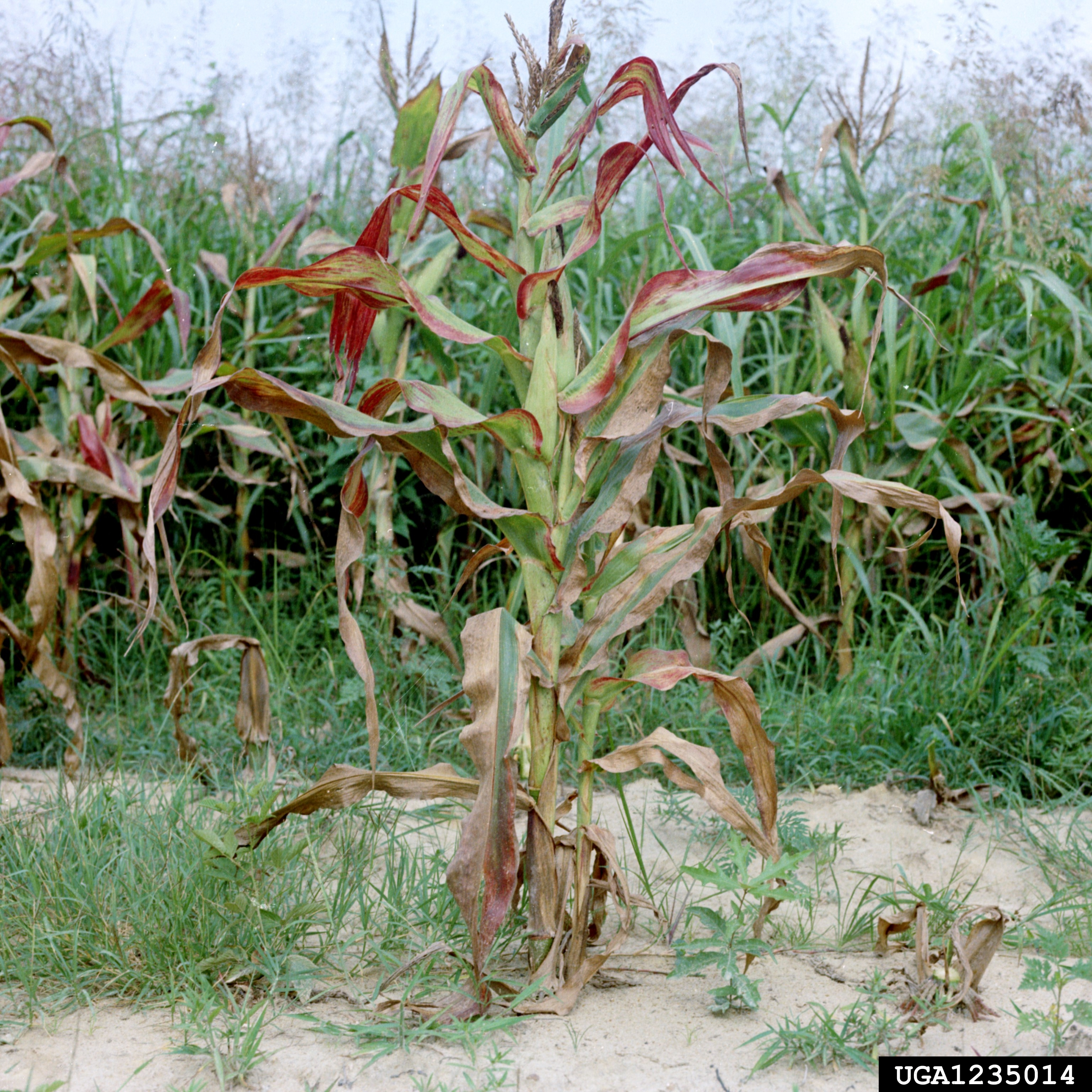
An Maisstauche erkrankte Maispflanze, verursacht durch Spiroplasma kunkelii

Die Übertragung von pflanzenpathogenen Formen geschieht durch Zikaden als Vektor. Dabei ist die Infektion auf das Phloem beschränkt. Es wurde der Zusammenhang zwischen Spiroplasmen und zahlreichen Pflanzenkrankheiten beschrieben. Allerdings ist nur in wenigen Fällen ihre Pathogenität im Sinne der Kochschen Postulate bewiesen.
Im Vektor besiedeln die Spiroplasmen zahlreiche Organe wie den Verdauungskanal, die Hämolymphe, die Speicheldrüse, das Fettgewebe, die Malpighischen Gefäße, das Bindegewebe, das Nervensystem und die Ovarien. Dabei gibt es allerdings kaum pathogene Einflüsse. Selten treten Vitalitätsminderung, Reduktion der Überlebensfähigkeit, Hypertrophie von Zellen und Zellkernen und in einigen Fällen Gewebeläsionen auf.
Bei Pflanzen ist die Wirkung jedoch häufig beträchtlich. Es treten Chlorosen auf. Das Phloem verändert sich degenerativ durch eine starke Desorganisation. Befallene Zellen verfärben sich und neigen zur Hyperplasie. Nekrotisierung und Obliteration von Phloemteilen folgen. In vergilbten Blättern tritt das Palisadenparenchym zugunsten von dicht angeordnetem Schwammparenchym zurück, Chloroplasten degenerieren. Störungen im Stoffwechsel der Wachstumsregulatoren führen zur Aufhebung von Wachstumshemmungen. Zum Beispiel wird das akropetale Wachstum nach der Blütenbildung fortgesetzt oder die Induktion der Winterruhe unterbunden. Umgekehrt kann auch Wachstum inhibiert werden, mit Folgen wie Verzwergungen, Kleinblättrigkeit oder Kleinfrüchtigkeit.
Bei zwei Arten von Spiroplasma wurde sogenanntes Male-Killing beobachtet. Das heißt, dass die Wirte keine männlichen Nachkommen mehr zur Welt bringen. Dies geschieht entweder durch Feminisation von genetischen Männchen während der sexuellen Differenzierung, durch Induktion der Parthenogenese oder durch Tod der männlichen Nachkommen während der Embryogenese. Male-Killing wurde bisher nahezu exklusiv mit Bakterien der Gattung Wolbachia assoziiert. Spiroplasma poulsonii verursacht jedoch Male-Killing bei der Taufliege Drosophila willistoni und bei zwei Käfern, dem Zweipunkt-Marienkäfer (Adalia bipunctata) und dem Asiatischen Marienkäfer (Harmonia axyridis). Spiroplasma ixodetis hat denselben Effekt auf Zecken.
Es gibt einige umstrittene Hinweise auf die Rolle von Spiroplasmen in der Ätiologie der Transmissiblen spongiformen Enzephalopathie (TSEs), vor allem in der Arbeit von Frank Bastian. Andere Forscher konnten diese Ergebnisse nicht replizieren, wohingegen das Prionen-Modell für TSEs inzwischen eine breite Akzeptanz erreicht hat. Eine Studie aus dem Jahr 2006 widerlegt auch die Rolle von Spiroplasmen bei Scrapie von Hamstern.

## Innere Systematik
Die Gattung Spiroplasma wurde noch nicht abschließend untersucht und die innere Systematik unterliegt noch Änderungen. Eine Arbeit aus dem Jahr 2004 untersucht die 16S rDNA und versucht die Gattung zu ordnen. Folgende Arten scheinen einigermaßen gesichert:
- Spiroplasma citri (Serotyp I-1): Der Erreger der Eichelfrüchtigkeit in Zitruspflanzen.
- Spiroplasma melliferum (Serotyp I-2): in Honigbienen
- Spiroplasma kunkelii, (Serotyp I-3): Erreger der Maisstauche
- Spiroplasma insolitum (Serotyp I-4): in Kaninchenzecken (Haemaphysalis), auf Blüten und in Schmetterlingen
- Spiroplasma phoeniceum (Serotyp I): in der Rosafarbene Catharanthe (Catharanthus roseus)[6]
- Spiroplasma poulsonii (Serotyp II): in Drosophila Fliegen – infizierte Weibchen  haben keine männlichen Nachkommen
- Spiroplasma floricola (Serotyp III): auf Blüten und im Maikäfer (Melolontha)
- Spiroplasma apis (Serotyp IV): in Honigbienen
- Spiroplasma mirum (Serotyp V): in Kaninchenzecken (Haemaphysalis)
- Spiroplasma ixodetis (Serotyp VI): in Zecken – infizierte Weibchen haben keine männlichen Nachkommen
- Spiroplasma monobiae (Serotyp VII): in Wespen
- Spiroplasma syrphidicola (Serotyp VIII-1): in Schwebfliegen der Gattung Eristalis
- Spiroplasma chrysopicola (Serotyp VIII-2):
- Spiroplasma clarkii (Serotyp IX): im Juni-Käfer Cotinus nitida
- Spiroplasma culicicola (Serotyp X): in der Stechmücke Aedes sollicitans
- Spiroplasma velocicrescens (Serotyp XI): in der Wespe Monobia quadridens
- Spiroplasma diabroticae (Serotyp XII): im Käfer Diabrotica undecimpunctata
- Spiroplasma sabaudiense (Serotyp XIII): in Stechmücken
- Spiroplasma corruscae (Serotyp XIV): in Glühwürmchen (Lampyridae) und Bremsen (Tabanidae)
- Spiroplasma turonicum (Serotyp XVII): in Pferde-Bremsen
- Spiroplasma litorale (Serotyp XVIII): in Pferde-Bremsen
- Spiroplasma lampyridicola (Serotyp XIX): in Glühwürmchen
- Spiroplasma leptinotarsae (Serotyp XX): im Colorado Kartoffelkäfer (Leptinotarsa decemlineata)
- Spiroplasma taiwanense (Serotyp XXII): in Stechmücken
- Spiroplasma gladiatoris (Serotyp XXIII): in Pferde-Bremsen
- Spiroplasma chinense (Serotyp XXIV): in der Zaunwinde Calystegia hederacea
- Spiroplasma diminutum (Serotyp XXV): in Stechmücken
- Spiroplasma alleghenense (Serotyp XXVI): in der Skorpionsfliege Panorpa helena
- Spiroplasma montanense (Serotyp XXXI): in Pferde-Bremsen
- Spiroplasma helicoides (Serotyp XXXII): in Pferde-Bremsen
- Spiroplasma eriocheiris (Serotyp XLIII): Erreger der Tremor disease bei Krebstieren[7]